# Logor VIZ Beograd
Logor VIZ Beograd bio je sabirni logor u Vojno istraživačkom zatvoru između Slavije i Banjice u Beogradu, pod srpskom upravom 1991. i 1992., gdje su držani hrvatski zarobljenici, vojnici i civili, tijekom Domovinskog rata. Međunarodni odbor Crvenog križa potvrdio je postojanje ovog objekta.

## Logor
Prema svjedočenju jednog svjedoka, nakon dolaska u VIZ Beograd iz logora Stajićevo, bio je prisiljen davati anti-hrvatske izjave mjesnim i inozemnim novinarima. Pod prijetnjom da će mu nauditi, stražari su ga uvježbali u davanju izjave koja je pokušala prikazati Hrvatsku kao agresora u ratu, da je Hrvatska htjela zauzeti srpske zemlje i da je Franjo Tuđman zavarao hrvatski narod, pošto se samo htio odvojiti od SFRJ radi profita. 14. kolovoza 1992., hrvatski zarobljenici su razmijenjeni u Nemetinu.
Mnogi zarobljenici su bili iz Vukovara. 2. ožujka 1992. nekoliko hrvatskih vojnika dovedeno je u VIZ Beograd. Jedan je na vojnom sudu osuđen na pet godina zbog dezertiranja iz JNA. No također je razmijenjen u Nemetinu.
16. listopada 1991. konvoj koji je htio napustiti Ilok je zaustavila JNA i nekoliko ljudi odvela u logore u Srbiju. Jedan svjedok opisuje kako je, nakon što je šest mjeseci proveo u KPD-u u logoru Sremska Mitrovica, prebačen u VIZ Beograd gdje je optužen zajedno s 31 zatvorenika. Optužen je za zločine koja nikada nije počinio.[nedostaje izvor] Čekao je 45 dana na suđenje prije nego što je razmijenjen u Nemetinu.
Druga svjedokinja tvrdi da su stražari tukli neke zatvorenike po noći te ih psihički zlostavljali. 
Treća svjedokinja stigla je u VIZ gdje ju je prve noći ispitivao rezervist zvan Lala. Kasnije ju je tukao u zahodu i natjerao da skine odjeću. Tvrdi da ju nije silovao, ali ju je seksualno zlostavljao. Nakon toga, bila je u samici mjesec i pol. Potom je prebačena u ćeliju sa srpskom ženom te ostala u šoku 30 dana. Svim zatvorenicima je oduzeta imovina i svi dokumenti. Prije nego što je razmijenjena u Nemetinu, opisuje kako su srpski vojnici ulazili u autobus i psihički ih zlostavljali.

## Suđenja
Međunarodni sud za ratne zločine počinjene na području bivše Jugoslavije optužio je Slobodana Miloševića i Gorana Hadžića za „dugotrajno i rutinsko zatvaranje više tisuća hrvatskih i drugih nesrpskih civila u zatočeničkim objektima u Hrvatskoj i izvan nje, uključujući zatvoreničke logore koji su se nalazili u Crnoj Gori, Srbiji i Bosni i Hercegovini, uspostavljanje i održavanje nehumanih životnih uvjeta za hrvatske i druge nesrpske civile zatočene u spomenutim zatočeničkim objektima, višekratno mučenje, premlaćivanje i ubijanje hrvatskih i drugih nesrpskih civila“.